# Itaúna do Sul
Itaúna do Sul là một đô thị thuộc bang Paraná, Brasil. Đô thị này có diện tích 128,87 km², dân số năm 2007 là 3701 người, mật độ 33,9 người/km².